# Kim Philby
Harold Adrian Russell "Kim" Philby, född 1 januari 1912 i Ambala, Provinsen Punjab, Brittiska Indien, död 11 maj 1988 i Moskva, Sovjetunionen, var en brittisk storspion och dubbelagent samt överste inom KGB.

## Biografi
Philby var son till arabisten St. John Philby. Han fick smeknamnet "Kim" från Rudyard Kiplings roman Kim. Philby tillhörde den brittiska överklassen och blev efter universitetsstudier i Cambridge övertygad kommunist. 
Redan på 1930-talet blev han rekryterad av Komintern, och arbetade som spion under spanska inbördeskriget under täckmantel som journalist åt The Times. Han blev en del av spiongruppen "the Cambridge Four", som egentligen var fem till antalet - med Donald Maclean (Foreign Office), Guy Burgess (MI6)/(Foreign Office) Anthony Blunt (MI5),  John Cairncross (Bletchley Park) och Philby själv (MI6). Även kallad Cambridgeringen. Hans spionnamn var ”Sonny” och därefter ”Stanley”.  
Philby arbetade från 1940 för den brittiska säkerhetstjänsten och från 1941 i undersektionen för Spanien. Han beskrev i sina första rapporter till Moskva hur den hemliga underrättelsetjänsten var organiserad och arbetade, vilka speciella källor hans egen Sektion V förfogade över, för ISOS, dechiffreringen av avlyssnad Abwehr-trafik, diplomatisk signalspaning och avlyssning av radiotelefonsamtal. 
1944 blev han chef för MI6:s sovjetiska kontraspionage sektion - sektion IX. Han hade rapporterat om Manhattan-projektets bombprogram, planerna för dagen D, Storbritanniens policy gällande Polen, OSS- operationer i Italien mm. Under kriget skickades uppskattningsvis 10000 politiska, ekonomiska och militära dokument till Moskva. 
Han saboterade bland annat alla brittiska spionnätverk i Östeuropa (se Skogsbröderna) och en brittisk-amerikansk operation mot Albanien 1949, vilket kostade mellan 100-200 gerillasoldater livet. Om man räknar in de familjemedlemmar och andra offer för hämndaktioner stiger siffran till tusentals. Den albanska säkerhetstjänsten Sigurimi samlade ihop släktingar och vänner till upprorsmakarna. För varje gerillasoldat sköts eller fängslades upp emot 40 personer. 
Han utlämnade även väsentliga uppgifter om den amerikanska kärnvapenarsenalen till Sovjetunionen 1949, vilket bidrog till att Sovjetunionen vågade inleda Berlinblockaden och upprusta Nordkorea. 
1945 tilldelades Philby Order of the Brittish Empire för sitt arbete under kriget. Då hade han ett par månader tidigare tilldelats Röda Stjärnans order för hans  ”samvetsgranna arbete i över tio år”. 
Efter kriget utsågs Philby till chef för brittisk underrättelsetjänst MI6 i Washington DC. 
Misstankar mot Philby uppkom 1951 varvid han entledigades, men premiärminister Harold Macmillan lät honom 1956 återgå i tjänst, dock inte som officer utan som agent, denna gång i Beirut. Man arrangerade i samband härmed ett parallellt arbete som journalist för The Observer och The Economist. Journalist var den perfekta täckmanteln. Efter att slutligen ha avslöjats flydde Philby till Sovjetunionen 1963 där han bodde fram till sin död 1988. Han utnämndes till Sovjetunionens hjälte.